# Brachyolene brunnea
Brachyolene brunnea is een keversoort uit de familie boktorren (Cerambycidae). De wetenschappelijke naam van de soort is voor het eerst geldig gepubliceerd in 1914 door Aurivillius.